# 南镇 (杜省)
南镇（法語：Nans）是法国杜省的一个市镇，属于贝桑松区（Besançon）鲁热蒙县（Rougemont）。该市镇总面积3.2平方公里，2009年时的人口为86人。

## 人口
南镇人口变化图示